# Arachnanthus sarsi
Arachnanthus sarsi är en korallart som beskrevs av Oscar Henrik Carlgren 1912. Arachnanthus sarsi ingår i släktet Arachnanthus och familjen Arachnactidae. Inga underarter finns listade i Catalogue of Life.